# Acrocordite
L'acrocordite (simbolo IMA: Akr) è un minerale molto raro della classe dei minerali "fosfati, arseniati e vanadati" con la composizione chimica MnMn2Mn2(AsO4)2(OH)4(H2O)4.

## Etimologia e storia
L'acrocordite fu trovata per la prima volta nel 1922 nella comunità mineraria svedese di Långban e descritta da Gustaf Flink (1849-1931), che chiamò il minerale dalla parola grecaantica ἀκροχορδών ('akrochordṓn', verruca) a causa della sua caratteristica formazione cristallina a forma di verruca.

## Classificazione
Nella 9ª edizione della sistematica minerale di Strunz, aggiornata dall'Associazione Mineralogica Internazionale (IMA) fino al 2009, l'acrocordite è elencata nella classe "8.D Fosfati, ecc. con anioni aggiuntivi, con H2O" e da lì nella sottoclasse "8.DD Con soltanto cationi di media dimensione, (OH, etc.):RO4= 2:1". dove forma il sistema nº 8.DD.10 con la guanacoite.
Tale classificazione viene mantenuta invariata anche nell'edizione successiva, proseguita dal database "mindat.org" e chiamata Classificazione Strunz-mindat.
Nella Sistematica dei lapis (Lapis-Systematik) di Stefan Weiß l'acrocordite si trova nella classe dei "fosfati, arseniati e vanadati" e da lì nella sottoclasse dei "fosfati [arseniati e vanadati] idrati, con anioni estranei"; qui è nella sezione dei minerali con "cationi di medie dimensioni: Cu-Zn-Mn-Al-Fe" dove forma il sistema VII/D.16 insieme a luetheite, chenevixite e guanacoite.
La classificazione dei minerali secondo Dana, utilizzata principalmente nel mondo anglosassone, elenca l'acrocordite nella classe dei "fosfati idrati, ecc., con ossidrile o alogeno" e lì nella sottoclasse di "fosfati idrati, ecc., con ossidrile o alogeno con (AB)5(XO4)2Zq • x(H2O)", dove forma il sistema 42.04.01 insieme alla guanacoite.

## Abito cristallino
L'acrocordite cristallizza isotipicamente con la guanacoite nel sistema monoclino nel gruppo spaziale P21/c (gruppo nº 14) con i parametri reticolari a = 8,68 Å, b = 17,63 Å, c = 6,83 Å e β = 99,5°, oltre a 2 unità di formula per cella unitaria.

## Caratteristiche chimico-fisiche ed ottiche
L'acrocordite si scioglie rapidamente in acido solforico diluito colorando la soluzione di viola. Non presenta fluorescenza.

## Origine e giacitura
L'acrocordite si forma come minerale raro nel minerale hausmannite in giacimenti di ferro-manganese formati metamorficamente o in depositi di zinco stratiformi. Oltre all'hausmannite, i minerali di accompagnamento includono pirocroite, barite, eveite, brandtite, sarkinite, chlorophoenicite e vari carbonati.
Solo tre località per l'acrocordite sono conosciute (a partire dal 2010): in Svezia, oltre alla sua località tipo Långban, la "Moss Mine" vicino a Nordmark nel comune di Filipstad e negli Stati Uniti la "Sterling Mine" a Sterling Hill vicino a Ogdensburg nel New Jersey.

## Forma in cui si presenta in natura
L'acrocordite tipicamente si trova come aggregati sferici o a forma di verruca di minuscoli cristalli, ma anche cristalli prismatici fino a circa 2 mm di dimensione o aggregati minerali da granulari a massicci.